# Per Gessle
Per Håkan Gessle (* 12. ledna 1959, Halmstad) je švédský popový skladatel, zpěvák, kytarista, člen skupiny Gyllene Tider a dua Roxette.

## Diskografie
- Per Gessle (1983)
- Scener (1985)
- The World According To Gessle (1997)
- Mazarin (2003)
- Son Of A Plumber (2005)
- En Händig Man (2007)
- Party Crasher (2008)
- Gessle Over Europe (live album 2009)
- Small Apartments (2013)
- The Per Gessle Archives (2014)
- En Vacker Natt (2017)
- En Vacker Dag (2017)
- En Vacker Kväll (live album 2017)
- Small Town Talk (2018)